# Sint-Jozefkerk (Calais)
De Sint-Jozefkerk is een katholiek kerkgebouw in de stad Calais.

## Geschiedenis
Deze kerk werd gesticht in het stadsdeel Petit-Courgain. Hier bestond de Maria-Magdalenaparochie. De bevolking nam toe, en er kwam een staalfabriek van Sambre et Meuse. De Maria Magdalenaparochie was traditioneel het domein van de tuinders en in 1923 splitste de Sint-Jozefparochie zich hier van af, welke vooral op de arbeiders in de fabriek gericht was. Men bouwde een kerk die in 1925 ingewijd werd. Ook andere voorzieningen, zoals parochiezalen, ontstonden. Van de kerk was nog slechts het koor en het transept voltooid. In 1934 ging men verder met de bouw van de kerk. Hoewel er een ambitieus plan voorlag, werd het veel eenvoudiger uitgevoerd dan oorspronkelijk voorzien was, wegens geldgebrek.

## Gebouw
De kerk werd ontworpen door Roger Poyé en werd gebouwd in neoromaanse stijl terwijl ook art-decostijl aanwezig is. Er zijn twee ingangsportalen en er is een naastgebouwde klokkentoren. De kerk bezit glas-in-loodramen van Louis Barillet